# 长清区

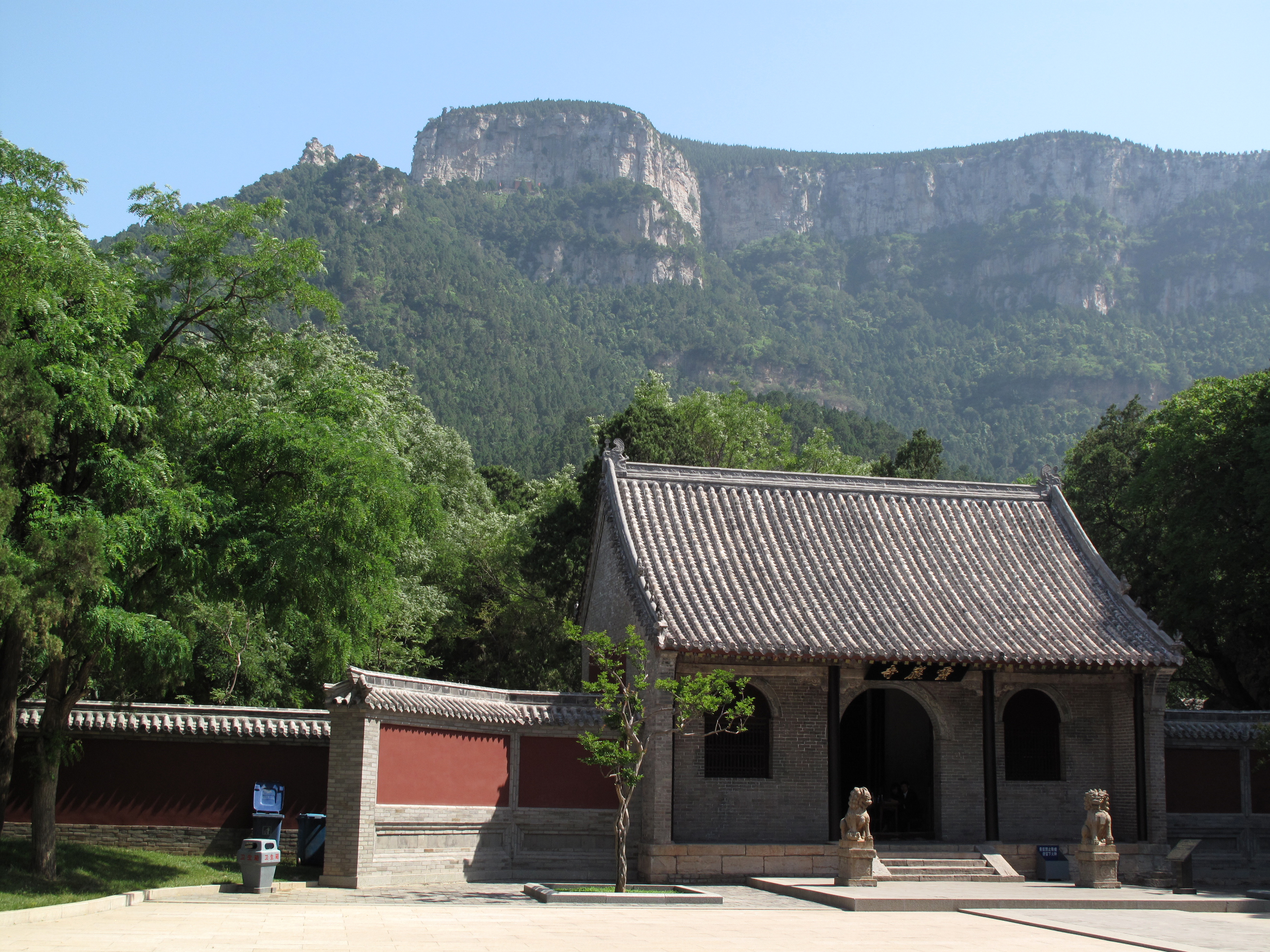
灵岩寺

长清区是中国山东省济南市所辖的一个市辖区。总面积为1178平方公里。长清区西倚黄河，距济南市区22公里，是省城济南的近郊区。區人民政府駐文昌街道清河街2517號。
長清區以境內齊長城和清水命名。隋，置長清縣，屬濟北郡。2001年，撤消長清縣，設立濟南市長清區。

## 历史沿革
长清区原为长清县，得名于过境的小清河。《左传》中提到的“哀公十一年春，齐高平帅伐我，及清”可能就发生在今长清一带。秦朝时这一带隶属东郡。西汉设卢县，其管辖范围包含长清全境。隋朝时卢县部分被划出，始设长清县，同属濟北郡。唐初从长清县中分出山茌县。该县在唐玄宗时改为丰齐县，唐宪宗时又重新归并入长清县。此时长清归鄆州管辖。北宋至金时，长清县隶属濟南府管辖。
2001年6月，国务院批示同意长清撤县设区。

## 行政区划
长清区下辖8个街道办事处、2个镇：
文昌街道、崮云湖街道、平安街道、五峰山街道、归德街道、张夏街道、万德街道、孝里街道、马山镇和双泉镇。

## 交通
- 220国道过境。

济南地铁1号线途径长清区，在长清东部的大学城、创新谷等片区设站。

## 旅游
区内有旅游文物景点47处，重点文物保护单位52处，其中全国重点文物保护单位4处，省级6处，市级16处。

## 人物
- 魯欽-《明史》譽為西南大將之冠。
- 王學德

## 人口
2010年中国第六次人口普查时，长清区共有人口578740人。共有家庭159300户，平均每户3.12人。14岁以下的少年儿童共82751人，占总人口14.29%；15-64岁人口共443416人，占总人口76.61%；65岁及以上的老年人共52573人，占总人口的9.084%。男性共计285406人，占总人口49.31%；女性共计293334，占总人口50.68%。本地居住的人口中，拥有本地户籍的人口为472575人，占81.65%。
根據第七次全国人口普查數據，截至2020年11月1日零時，長清區常住人口595549人。

## 参看
- 长清大学城